# 附隨
《附随》，为《巴利三藏》律藏的附屬部分，南传上座部佛教典籍。內容是對經分別和犍度的分析和攝要，大約是傳入錫蘭後的部派佛教時期成立。

## 概述
附随共19章：
1. 大分别：论述比丘戒。
2. 比丘尼分别：论述比丘尼戒。
3. 等起攝頌 ：论述比丘戒和比丘尼戒以及罪过的产生。
4. 中間省略和滅諍分釋 ：论述罪过的产生、四诤事和灭诤之法。
5. 问犍度：论述各犍度的罪数。
6. 增一法：按照一至十一的数目递增，分类论述供《经分别》和《犍度》中的各项。
7. 布萨初中後問答以及制戒义利论：论述布萨和制戒的十种利益。
8. 偈集：论述制戒处的七城、四破坏以及比丘戒和比丘尼戒的异同。
9. 諍事分釋 ：论述四诤事。
10. 别偈集：论述呵责法。
11. 呵责法：论述呵责法、布萨等。
12. 諍論小篇 ：论述僧团中裁定犯罪的准备事项。
13. 諍論大篇： 同小诤。
14. 迦絺那衣分釋 ：论述迦絺那衣的受戒和舍弃。
15. 优婆离問五法：论述佛陀回答优婆离问的五法。
16. 犯罪等起 ：论述比丘戒的产生。
17. 第二偈集 ：论述六种身罪、语罪乃至十二种波胝提舍尼。
18. 发汗偈：论述与比丘尼不共住。
19. 五品：论述四羯摩、二义利、九聚会等。